# The Temper Trap
The Temper Trap est un groupe de rock australien, originaire de Melbourne. Il est formé en 2005 par Dougy Mandagi au chant, Jonathon Aherne à la basse, Toby Dundas à la batterie et Lorenzo Sillitto au clavier et à la guitare. En 2008, Joseph Greer se joint au groupe au clavier et à la guitare. The Temper Trap attire pour la première fois l'attention du monde musical après avoir joué au Musexpo de Londres en octobre 2008, puis au South by Southwest en mars 2009. Le groupe enregistre alors son premier album, Conditions, avec l'expérimenté Jim Abbiss en mars 2009. Après quatre mois d'enregistrement, l'album sort en Australie le 19 juin 2009, et se classe directement en 9e place des ventes d'après l'ARIA Charts. L'album sort le 10 août 2009 en Europe.
Au mois de mai 2009, le groupe déménage à Londres pour « passer un peu de temps sur le continent, et essayer de se construire une base de fans ici » d'après le guitariste Lorenzo. Il s'en suivra une période intensive et implacable de tournées qui ne se terminera qu'en 2011. Lors de cette tournée, Mandagi eut des difficultés dans sa relation amoureuse ce qui l'inspira à l'écriture mélancolique de nombreuses chansons. Le groupe signe avec le label Infectious Records qui les diffuse dans le monde entier, excepté en Australie (où le groupe est sous le label de Michael Gudinski, Liberation Music) et aux États-Unis (où ils ne sont pas diffusés).

## Biographie

### Débuts (2005–2008)
Le groupe Temper Trap se forme comme un groupe indie pop en 2005. Mandagi, né à Manado en Indonésie, était un musicien ambulant de rue à Melbourne, Australie. En 1999, il rencontre Aherne qui souhaitait apprendre la guitare. Six ans plus tard, Mandagi rencontre Dundas alors que les deux jeunes hommes travaillent dans un magasin de vêtements. En 2005, les trois amis décident de former un groupe avec Mandagi au chant et guitare, Dundas à la batterie, alors que Aherne est convaincu plus tard de joindre la paire à la basse. Le groupe est nommé The Temper Trap du fait que leur premier choix de nom Temper Temper était déjà utilisé par un groupe aux États-Unis. Le trio auditionne plusieurs deuxièmes guitaristes avant que Dundas ne recommande son camarade d'Université Wesley College, Lorenzo Stilitto, comme guitariste principal,. Le groupe joue au festival St Jerome's Laneway en mars 2006.
Le groupe signe un contrat avec Liberation Music dirigé par Michael Gudinski et sorte leur premier album avec extended play (EP), The Temper Trap, en novembre 2006. À noter, le EP est produit par le producteur Scott Horscroft (The Sleepy Jackson, Silverchair). Après une tournée en Australie, le groupe performe au V Festival à Melbourne, Sydney (mars 2007) et la ville Gold Coast (avril 2007).

### Conditions(2008–2011)
À la fin 2008, The Temper Trap enregistrent leur premier album, Conditions, à Melbourne avec l'ingénieur-son Kalju Tonuma. Ils traversent le Royaume-Uni et attirent l'intérêt de l'industrie musicale locale après un concert au Musexpo de Londres en octobre. En janvier 2009, le groupe signe chez Infectious Records pour les sorties européennes. La BBC classe The Temper Trap dans son top 15 Sound of 2009,. En mars, le groupe termine d'enregistrer Conditions à Londres avec le producteur local Jim Abbiss. Mandagi explique s'être principalement inspiré de Radiohead, Prince, Massive Attack et de U2. En mai, après avoir joué au South by Southwest en mars, ils signent au label Glassnote Records pour les sorties américaines. L'album sort en Australie le 19 juin et débute 9e de l'ARIA Albums Chart. Il sort au Royaume-Uni en août.
Le premier single de l'album, Sweet Disposition, est publié en Australie en octobre 2008. Il est réenregistré avec Abbiss et réédité en juin 2009. Cette version atteint le top 10 des classements belges, irlandais et l'UK Singles Chart, ainsi que la 14e place de l'ARIA Singles Chart.
En 2010, le groupe tourne au Royaume-Uni jouant dans des festivals comme l'Oxegen, le Glastonbury, Rock Werchter, Roskilde Festival, V Festival et au Big Day Out et Splendour in the Grass en Australie. Aux États-Unis, le groupe embarque pour sa première tournée en tête d'affiche, avec le single Sweet Disposition qui reçoit l'intérêt des publicités et émissions. Aux APRA Awards de 2010, Mandagi et Sillitto sont récompensés de la chanson de l'année pour l'écriture de Sweet Disposition,. En février 2011, le groupe nomme pour un BRIT Award dans la catégorie Best International Breakthrough Artist,.

### The Temper Trap(2012–2015)
En mars 2012, le groupe effectue une mini-tournée à guichet fermé en Amérique du Nord. Ils terminent aussi en 2012 des tournées britanniques, nord-américaines et australiennes. Le 13 avril 2012, ils sortent le clip du single Need Your Love, réalisé par Dugan O'Neal. Il comprend un mini-film à la Karate Kid. The Temper Trap sortent leur deuxième album, homonyme, le 18 mai (Australie/NZ/Allemagne), le 21 mai (Europe) et le 5 juin (US/Canada/Mexique) 2012. Le 7 mars, ils publient un nouveau morceau intitulé Rabbit Hole. Le premier single, Need Your Love, est publié le 23 mars 2012. Le 1er juin, le clip de Trembling Hands est publié.
Le 6 août 2012, les Temper Trap jouent un concert en direct du YouTube Presents devant un groupe de fans tirés au sort à New York. Le concert comprend six morceaux : trois issus de l'album Conditions et trois autres de leur album homonyme. Ils jouent en ouverture pour Coldplay pendant leur tournée australienne et néo-zélandaise entre novembre et décembre 2012. Le 6 juillet 2013, ils jouent avec les Rolling Stones au Hyde Park de Sydney, en Australie, avec Gary Clark Jr.. En novembre 2012, The Temper Trap remporte le prix du meilleur album de rock pour leur deuxième album et le prix du meilleur groupe à l'ARIA Awards. En janvier 2013, Trembling Hands est voté 22e du compte à rebours du Triple J's Hottest 100.

### Thick as Thieves(depuis 2016)
Le morceau-titre de leur troisième album, Thick as Thieves est publié en février, et atteint la 92e en Australie. Le 11 avril 2016, le groupe sort son deuxième single, Fall Together; le même jour, l'album est annoncé sur Facebook. Il sort le 10 juin 2016.

## Membres

### Membres actuels
- Dougy Mandagi - chant, guitare (depuis 2005)
- Jonathon Aherne - basse, chœurs (depuis 2005)
- Toby Dundas - batterie, chœurs (depuis 2005)
- Joseph Greer - clavier, guitare, chœurs (depuis 2008)

### Anciens membres
- Lorenzo Sillitto - guitare, clavier (2005–2013)

## Discographie

### EP
- 2006 : The Temper Trap

### Singles
- 2008 : Sweet Disposition
- 2009 : Science of Fear

### Apparitions
- Sweet Disposition apparait sur la bande son du second épisode de la saison quatre de la série britannique Skins, dans la bande son officielle du jeu PES 2011, dans la bande son du film (500) jours ensemble et dans le dernier épisode de la saison 2 de Greek. Il apparaît aussi dans le septième épisode de la saison 2 de 90210. Il est également présent dans une publicité de coke diète aux États-Unis sur les ondes en 2011. Il est également présent dans l'épisode 11 de la saison 7 des Frères Scott (One Tree Hill). Ce titre est aussi la chanson finale du film Three Days to Kill avec Kevin Costner (2014).
- Fader est inclus dans la bande son du jeu Test Drive Unlimited 2 ; dans la bande-originale du film The Roommate et la bande son d'un épisode de The Vampire Diaries
- Sirens fait partie de la bande son du jeu Rugby 08
- Science of Fear apparait dans la bande son des jeux FIFA 10 et Colin McRae Dirt 2.
- Down River apparait dans l'épisode 12 de la saison 3 de Chuck (Chuck vs The American Hero).
- Love Lost apparait dans la bande son du film Sex Friends avec Natalie Portman et Ashton Kutcher durant les dernière minutes du film. Cette chanson est également présente dans l'épisode 6 de la saison 7 des Frères Scott (One Tree Hill).
- Soldier On fait partie de la bande son du film Numero 4 avec Teresa Palmer, Dianna Agron, Timothy Olyphant et Alex Pettyfer à un moment où ce dernier contemple des photos sur son ordinateur. Cette chanson est aussi présente dans l'épisode 2 de la saison 7 des Frères Scott (One Tree Hill). Elle figure également sur la BO du film belge Illégal d'Olivier Masset-Depasse ; où un long extrait accompagne un match de football entre les détenus du centre fermé où se déroule le film.